# Lobièras
Lobièras (francès Loubières) és un municipi francès del departament de l'Arieja i la regió d'Occitània.